# Colletes howardi
Colletes howardi là một loài Hymenoptera trong họ Colletidae. Loài này được Swenk mô tả khoa học năm 1925.